# Dikasterij za bogoslužje in disciplino zakramentov
Dikasterij za bogoslužje in disciplino zakramentov (latinsko Dicasterium de Cultu Divino et Disciplina Sacramentorum) je dikasterij Rimske kurije, ustanovljen z apostolsko konstitucijo papeža Frančiška Praedicate Evangelium, objavljeno 19. marca 2022. Ta je stopila v veljavo 5. junija 2022, na binkošti. Dikasterij je nadomestil poprejšnjo Kongregacijo za bogoslužje in disciplino zakramentov.

## Pristojnosti
Papež Frančišek je z apostolsko konstitucijo Praedicate Evangelium dikasteriju naložil:
- dikasterij skrbi za pripravo, revizijo in posodabljanje liturgičnih knjig (89. člen);
- odobrava prevode liturgičnih knjig in njihovo prilagoditev lokalnim kulturam (90. člen);
- spodbuja liturgične formacije na različnih ravneh (91. člen);
- nudi podporo komisijam in inštitutom za liturgični apostolat, cerkveno glasbo in sakralno umetnost (92. člen);
- ustanavljanje mednarodnih združenj za liturgične cilje in potrjevanje njihovih statutov (94. člen);
- urejanje veljavnosti in dopustnosti zakramentov ter pravnih posledic njihovega izvajanja (94. člen);
- skrb za zakramentale (blagoslove) in njihovo pravilno izvajanje (95. člen);
- posodabljanje liturgičnega koledarja in skrb za njegovo usklajenost (96. člen);
- sodelovanje z Dikasterijem za nauk vere, pri vprašanjih, ki zadevajo vero in bogoslužje (97. člen).

## Organiziranost

### Prefekti
- kardinal Arthur Roche (od 27. maja 2021)[a]

## Zgodovina
Papež Sikst V. je z apostolsko konstitucijo Immensa aeterni Dei leta 1588 ustanovil Sveto kongregacijo za obrede (lat. Sacra Congregatio Rituum), kot del širšega cerkvenega reformnega gibanja. Ta je bila pozneje večkrat reorganizirana:

- Leta 1908 je bila pod papežem Pijem X. z apostolsko konstitucijo Sapienti Consilio ustanovljena Sveta kongregacija za disciplino zakramentov (lat. Sacra Congregatio de Disciplina Sacramentorum).
- Leta 1969 je papež Pavel VI. z apostolsko konstitucijo Missale Romanum ustanovil Sveto kongregacijo za bogoslužje (lat. Sacra Congregatio pro Cultu Divino). Obe sta se leta 1975 združili v Kongregacijo za zakramente in bogoslužje (lat. Congregatio de Sacramentis et Cultu Divino).
- Kasneje, leta 1988, je papež Janez Pavel II. z apostolsko konstitucijo Pastor Bonus ponovno reorganiziral rimsko kurijo in kongregacijo preimenoval v Kongregacijo za bogoslužje in disciplino zakramentov (lat. Congregatio de Cultu Divino et Disciplina Sacramentorum).[5]
- Kongregacija je bila ukinjena z apostolsko konstitucijo papeža Frančiška Praedicate Evangelium, objavljeno 19. marca 2022. Ta je stopila v veljavo 5. junija 2022, na binkošti, ter je nadomestila apostolsko konstitucijo Pastor Bonus iz leta 1988.[6]